# Louis Portella

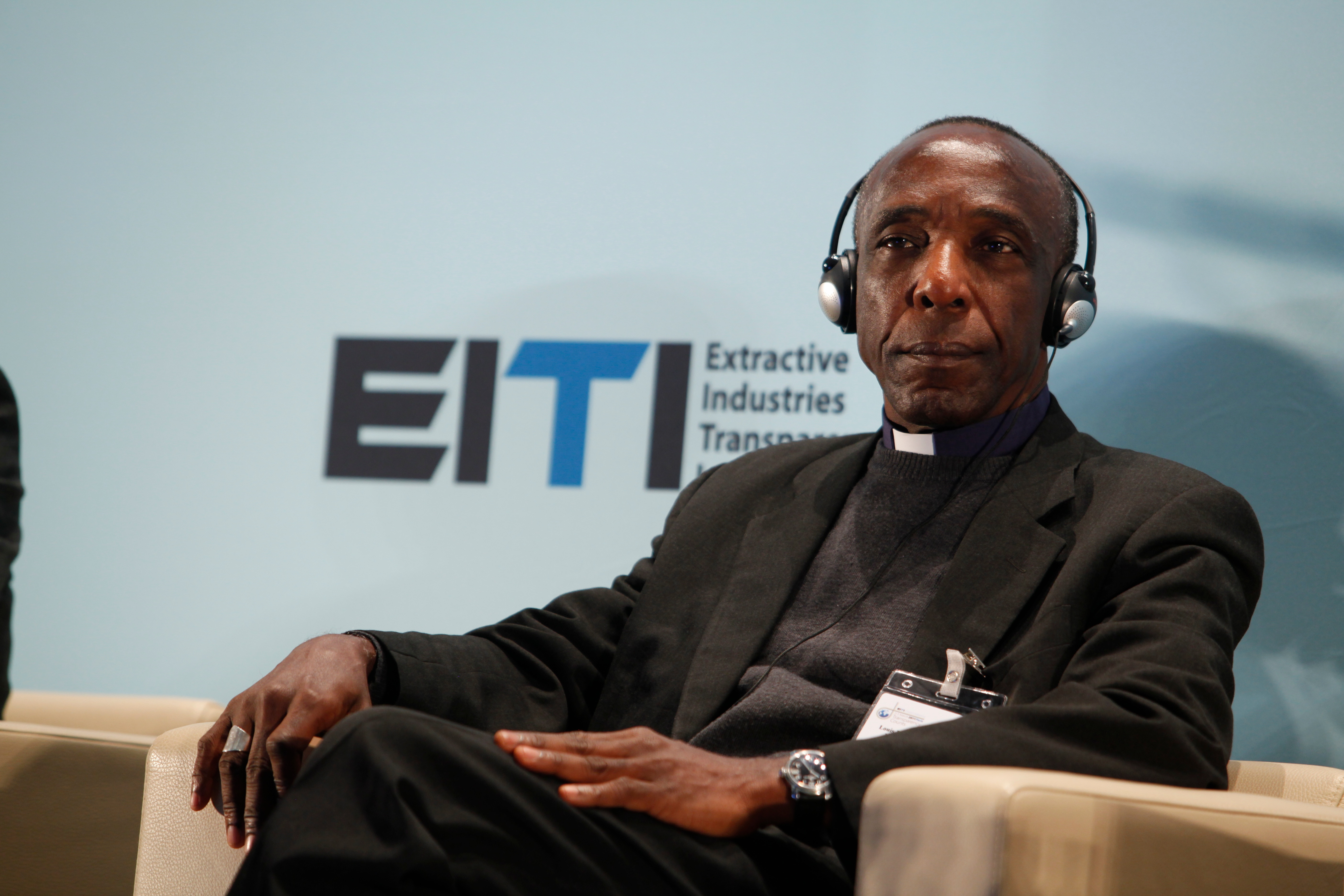
Louis Portella, 2011

Louis Portella Mbuyu (* 28. Juli 1942 in Pointe-Noire, Republik Kongo) ist ein kongolesischer Geistlicher und emeritierter römisch-katholischer Bischof von Kinkala.

## Leben
Louis Portella empfing am 31. Dezember 1967 das Sakrament der Priesterweihe.
Am 16. Oktober 2001 ernannte ihn Papst Johannes Paul II. zum Bischof von Kinkala. Der Papst persönlich spendete ihm am 6. Januar 2002 die Bischofsweihe; Mitkonsekratoren waren die Kurienerzbischöfe Leonardo Sandri, Substitut der Sektion für die Allgemeinen Angelegenheiten im Staatssekretariat, und Robert Sarah, Sekretär der Kongregation für die Evangelisierung der Völker.
Papst Franziskus nahm am 5. März 2020 seinen altersbedingten Rücktritt an.